# Sam Houston
Samuel Houston (Lexington, 2 marzo 1793 – Huntsville, 26 luglio 1863) è stato un generale e politico statunitense.
Presidente della repubblica del Texas.

## Biografia
Nel 1812 prese parte alla Guerra anglo-americana con il grado di primo tenente dell'U.S. Army.
Houston, che divise buona parte della sua esistenza tra la libera vita nel West, l'attività pubblica e quella militare, fu eletto deputato al Congresso nel 1823 e divenne governatore del Tennessee dal 1827 al 1829. 
Trasferitosi nel 1832 in Texas, allora parte del Messico, divenne partecipe dal 1834 della rivoluzione texana contro Messicani, con il grado di generale dell'esercito di volontari texani e quindi comandante in capo.
In particolar modo annientò l'avanzata delle armate del generale Antonio López de Santa Anna nella battaglia di San Jacinto il 21 aprile 1836 dopo esser riuscito a dividere l'esercito dell'avversario. La vittoria sul generale messicano Santa Anna fu talmente rapida e clamorosa (la riproduzione cinematografica Alamo - Gli ultimi eroi asserisce che l'esercito texano vinse sui messicani in 18 minuti appena) che lo stesso anno (1836) venne fondata la città di Houston, che fu temporaneamente la capitale del Texas.
Eletto Presidente della repubblica del Texas nell'ottobre 1836, ne rimase a capo fino al 1838, e per un secondo mandato dal 1841 al 1844. L'anno dopo la repubblica entrò a far parte della Confederazione degli Stati Uniti come 28º stato federato. Il 21 febbraio 1846 fu quindi eletto senatore degli Stati Uniti per il Texas e lo restò fino al 1859.
Fu infine eletto governatore del Texas dal 1859 al 1861.

## Riferimenti cinematografici
- Sotto l'unghia dei tiranni (Martyrs of the Alamo), regia di Christy Cabanne (1915)
- La battaglia di Alamo (The Alamo), regia di John Wayne (1960), interpretato da Richard Boone
- Alamo - Gli ultimi eroi (The Alamo), regia di John Lee Hancock (2004), interpretato da Dennis Quaid
- Texas Rising, miniserie TV (2015), interpretato da Bill Paxton